# حزب النيبال الشيوعي
حزب النيبال الشيوعي (بالنيبالية: नेपाल कम्युनिष्ट पार्टी )‏ هو حزب سياسي نيبالي، أسس في 2018، يقع مقره في كاتماندو.

## أعضاء بارزون
- كود سباركل
- تحديث القائمة

- Khadga Prasad Oli
- Madhav Kumar Nepal
- جهالاناث خانال
- Nanda Kishor Pun
- Matrika Prasad Yadav
- Yuba Raj Khatiwada
- Sher Dhan Rai
- Komal Oli
- بهارات موهان أديكاري
- Bishnu Prasad Paudel